# Polymyositis
Polymyositis (vrij vertaald als: "ontsteking (-itis) van meerdere (poly-) spieren (-myos-)") is een zeldzame auto-immuunziekte waarbij spieren chronisch ontstoken zijn en als gevolg daarvan kapotgaan. Het komt voor bij ongeveer 1 op de 100 000 mensen en vaker bij vrouwen dan bij mannen.. Deze aandoening heeft sterke overeenkomsten met dermatomyositis, ook een chronische spierontsteking (-myositis).

## Oorzaak
De ontstekingen bevinden zich in de spieren en worden veroorzaakt door een gestoorde functie van het eigen afweersysteem. Cytotoxische T-cellen, een bepaald soort ontstekingscellen, lijken op spiercellen een bepaald antigeen te herkennen. Als gevolg van deze herkenning gaan deze T-cellen de spiercellen aanvallen.

## Symptomen
Spierzwakte is vaak een van de eerste symptomen van polymyositis. Mensen met polymyositis kunnen bijvoorbeeld hun armen niet meer goed heffen of hebben moeite met traplopen. 

## Behandeling
Bij de acute vorm met uitgesproken klachten is een snelle en intensieve behandeling met een corticosteroïde zoals prednisolon noodzakelijk. Soms in combinatie met corticosteroïden immuunsuppressieve medicatie zoals azathioprine (Imuran). Soms wordt ook methotrexaat (MTX of Ledertrexate) of cyclofosfamide (merknaam: Endoxan) gebruikt.
Fysiotherapie en kinesitherapie zijn nodig om blijvende letsels te voorkomen. 
Het blijft echter een ernstige ziekte met soms dodelijke afloop (15%) en soms restletsel zoals spiersamentrekkingen of misvormingen. Als de eerste aanval overwonnen is, merkt men een herstel van 60% van de patiënten.